# Psammodasys cambriensis
Psammodasys cambriensis är en djurart som tillhör fylumet bukhårsdjur, och som först beskrevs av Boaden 1963.  Psammodasys cambriensis ingår i släktet Psammodasys och familjen Lepidodasyidae. Inga underarter finns listade i Catalogue of Life.